# Comunità europee
Le comunità europee sono state tre organizzazioni internazionali distinte ma governate dalle medesime istituzioni: la Comunità europea del carbone e dell'acciaio (nata nel 1951), la Comunità europea dell'energia atomica e la Comunità economica europea (nate nel 1957).
Nel 1993 le tre comunità furono integrate nella nascente Unione europea.

## Storia
Comunità europee era il nome dato collettivamente alla Comunità economica europea (CEE), alla Comunità europea dell'energia atomica (Euratom), nata contemporaneamente alla CEE, ed alla Comunità europea del carbone e dell'acciaio (CECA), nata il 18 aprile 1951 con il Trattato di Parigi ed entrata in vigore in 23 luglio dell'anno seguente.
Con la CEE nasce il Mercato comune europeo (MEC) sotto il Sistema monetario europeo (SME): da qui l'uso, invalso in Italia fino agli anni novanta, ma ora in disuso, di chiamare MEC l'attuale Unione europea.
Nel 1967, le tre comunità furono fuse in una singola cornice istituzionale con il trattato di fusione del 1967. Il termine tecnicamente si riferisce oggi solo alla CEE e all'Euratom in quanto la CECA ha cessato di esistere nel 2002.
Prima della creazione della CECA, altre due comunità furono proposte: la Comunità europea di difesa (CED) e la Comunità Politica Europea (CPE), che non furono mai create per problemi interni ai paesi europei.
La CEE divenne ben presto la più importante delle tre: i trattati successivi le aggiungeranno svariate competenze che esulano dalla materia economica, mentre le altre due comunità rimarranno sempre limitate; la stessa sigla divenne CE, riferendosi agli atti adottati dagli organi unificati delle "Comunità europee".

## Successione di istituzioni
Col trattato di Maastricht alle Comunità si è affiancato un ordinamento più vasto, quello dell'Unione, che in quel momento non sostituiva le altre organizzazioni sovranazionali ma semplicemente le inglobava salvaguardandone la specificità di atti e di competenze. La diversa incisività delle competenze al suo interno era simboleggiata dai suoi tre diversi pilastri, governati da diversi organi: il Consiglio europeo decideva per quello meno integrato (nel quale il ruolo del Parlamento europeo era praticamente inesistente e quello della Commissione meramente istruttorio), il Consiglio dei ministri delle Comunità europee su quello maggiormente integrato (nel quale il ruolo del Parlamento europeo e quello della Commissione erano codecisionali, secondo il meccanismo del cosiddetto trialogo).
Col trattato di Amsterdam le competenze unionali si sono estese, facendo transitare da un pilastro all'altro alcune delle procedure speciali, il che ha portato, nel 2002, alla cessazione dell'esistenza della CECA ed al trasferimento delle sue competenze alla CE.
Con l'entrata in vigore del trattato di Lisbona (2009), che ha emendato il trattato di Maastricht (1993), la CE ha cessato di esistere in quanto "l'Unione sostituisce e succede alla Comunità Europea" (art. 1 TUE). All'interno del nuovo trattato, la geometria diversificata delle funzioni è consacrata da diversi atti (con diverse procedure di approvazione), ma facenti capo ai medesimi organi dell'Unione.